# Eleição para o Senado federal pelo Vermont em 2012
A eleição para o senado do estado americano do Vermont foi realizada em 6 de novembro de 2012 em simultâneo com as eleições para a câmara dos representantes, para o senado, para alguns governos estaduais e para o presidente da república. O atual senador Bernie Sanders foi à reeleição para um segundo mandato, sendo reeleito com 71% dos votos.

## Antecedentes
Em 2006 o representante Bernie Sanders venceu a eleição para o senado, como candidato independente, com 66% dos votos. Vencendo o candidato republicano Richard Tarrant, que teve 32% dos votos, e outros quatro candidatos de partidos menores.

## Primária democrata

### Candidatos
- Bernie Sanders, atual senador[2]

Sanders também recebeu o apoio do Partido Progressista de Vermont, mas não deverá aceitar as indicações dos partidos Democrata e Progressista.

## Primária republicana

### Candidatos
- John MacGovern, ex-representante estadual de Massachusetts[4]
- H. Brooke Paige, ex CEO da Remmington News Service[5]

#### Desistências
- Kevin Dorn, ex-secretário da Agência de Comércio e Desenvolvimento de Vermont[6]
- Jim Douglas, ex-governador[7]
- Thom Lauzon, prefeito de Barre[8]
- Thomas Salmon, auditor estadual[9]

### Resultados
|  | Republicano | John MacGovern  | 6.343 | 75,4% |
|  | Republicano | H. Brooke Paige | 2.073 | 24,6% |

## Eleição geral

### Candidates
- Cris Ericson (Partido da Maconha), candidato perene[11]
- Laurel LaFramboise (VoteKISS)[12]
- Peter Moss (Paz e prosperidade)[12]
- Bernie Sanders (I), atual senador[13]